# Conservadurismo en el Perú (siglo XXI)
El conservadurismo peruano se mantuvo como una tendencia predominante en el país durante las primeras tres décadas del siglo XXI. El movimiento contó el apoyo de dos grupos. El primero corresponde a los grupos políticos desde los primeros años del siglo, así como de la corriente iliberal en América Latina. El segundo son los movimientos religiosos, principalmente católicos y evangélicos.
El politólogo Martín Tanaka sugirió que el conservadurismo político está vinculado con la realidad del país, que es laboralmente informal y se resiste a los cambios sociales. Fruto de esta situación, los grupos sociales y religiosos consolidaron sus ideas en el Congreso de la República en la tercera década del siglo, donde predominan las campañas de deslegitimización contra las organizaciones de derechos humanos. La Oficina Nacional de Procesos Electorales propuso la existencia de una coalición conservadora o autoritaria, mientras que el politólogo Eduardo Dargent comentó que dicha coalición «ha limitado muchas agendas caviares».
El fujimorismo es uno de los movimientos vigentes del conservadurismo. La promulgación de la Constitución de 1993 permitió que el Estado peruano mantuviera un enfoque conservador, incluso perpetuando el statu quo cuando Alberto Fujimori dejó en el poder en el año 2000. La comunicadora Laura Arroyo señaló que el legado de Fujimori se extendió a los gobiernos posteriores. Debido a su importante papel en el Congreso y otras instituciones en los años posteriores, el analista Farid Kahhat comparó al fujimorismo y sus aliados de ultraderecha con el chavismo.

## Antecedentes
El conservadurismo peruano resurgió cuando el militar Francisco Morales Bermúdez asumió la presidencia junto a otros sectores afines. Parte del sector católico resurgió para mostrar el rechazo de la izquierda política. Una de las figuras que tendría una presencia futura fue Juan Luis Cipriani, que fue muy influyente en el país cuando era obispo.
En 1990, Alberto Fujimori accedió a la Presidencia de la República. Fujimori era católico y contó con el apoyo de grupos evangélicos, pero fue estuvo en medio de un conflicto con los votantes de Mario Vargas Llosa. El arzobispado de Lima llegó incluso a denunciar a agrupaciones de la Iglesia evangelista por hacer una «campaña injuriosa contra la fe católica».
El gobierno de Fujimori se jactaba de ser liberal. Se había planificado mínimamente reformas de corte progresista con el apoyo de sectores de la clase socioeconómica baja con el propósito de ganar adeptos en el extranjero. Sin embargo, se le ha denominado de liberalismo conservador por mantener cierta influencia de posturas conservadoras, posturas que partidos posteriores adoptarían con alguna similitud. Las posturas liberales, en realidad, perdieron relevancia con las medidas drásticas de 1992, que fueron acusadas por sus opositores (tanto de izquierda como del aprismo) de llevar rasgos «autocráticos y centralistas». Antes de la disolución del Congreso y la formación del Congreso Constituyente Democrático, algunos congresistas de la oposición apoyaron la permanencia de la Constitución de 1979.
Los políticos del oficialismo aprovecharon los discursos feministas para manipular a la población. El periodista Gustavo Gorriti explicó que el legado del autogolpe de ese año «reforzó y avanzó la tradición de una posición conservadora, fuerte, tradicional y profundamente autoritaria». Con el tiempo, grupos de presión realizaron campañas de acoso contra la Agencia de los Estados Unidos para el Desarrollo Internacional, una entidad que apoyaba los derechos de las mujeres en Perú.
La presencia de los militares fue importante, por lo que Susana Villarán describió que se estaba promoviendo en el Gobierno una «lógica militar» que hacía hincapié en el papel de las fuerzas armadas en la lucha contra el terrorismo y en la necesidad de gratitud de la ciudadanía por su apoyo. Con el tiempo, esa presencia ganó más relevancia en el ámbito político.
Alberto Fujimori firmó la Constitución de 1993, redactada por integrantes del Congreso Constituyente Democrático. La Carta Magna reemplazó a la de 1979 y su vigencia ha sido controvertida a lo largo de al menos tres décadas. A pesar de haber sido reformada más de veinte veces, cuenta con el respaldo de congresistas conservadores y grupos de gran influencia como el Grupo El Comercio y la Confiep. El politólogo Martín Tanaka señaló que la sociedad informal, que fue la «semilla de la regeneración del país» y estaba representada por la población andina, aparentemente fue absorbida por el «emprendedurismo» y fue vista como un «espacio de resistencia conservadora».

## Décadas de 2000 y 2010

### Gobiernos de Alejandro Toledo y Alan García
La excongresista Marisa Glave resumió que los gobiernos de Alejandro Toledo y Alan García fueron «una continuidad de lo que significó el fujimorismo». De hecho, el politólogo Alberto Vergara afirmó que el nuevo mandato de García, entre 2006 y 2011, convirtió a su segundo partido político, el Partido Aprista Peruano (APRA), en «casi un segundo fujimorismo».
Durante el gobierno de Alejandro Toledo, se constató que la cartera de Salud estuvo liderada por dos ministros (Luis Solari y Fernando Carbone) que representaban movimientos en oposición a los derechos humanos. Se fomentaba la práctica de «métodos naturales» y contra el uso de algún instrumento quirúrgico en la planificación familiar. Cuando ocurrió una crisis ministerial en 2004, el tercer vicepresidente del Congreso, Carlos Infantas, advirtió de una eventual reestructuración conservadora para mantener «las políticas de privilegios que gozan los poderosos grupos económicos que comen con "cuchara grande"».

Posteriormente, entró Alan García. El político socialdemocrático Fernando Olivera, quien fue embajador durante la administración de Toledo, señaló que fue un fuerte opositor y entabló una «conspiración planificada para derrocar al régimen democrático». Le acompañó un partido político, el APRA, menos crítico y aliado de coaliciones frente a una precaria situación institucional. Ese partido político se enfrentó en 2004 en desprestigiar la constitución 1993, en que el líder aprista se opuso para mantener la inversión económica y realizó presuntas negociaciones con Paniagua. El mandato de García, a diferencia de su primer gobierno socialdemócrata, retornó con una postura más conservadora y con el propósito de mantener la situación política más favorable hacia el Estado.
En sus discursos de gobierno, el entonces líder aprista rechazó a Toledo por «heredar un nuevo senderismo» y prometió no aprobar normas vinculadas con el aborto y el matrimonio entre personas del mismo sexo. Mientras tanto, llevó la ejecución del Consenso de Lima, nombre asignado a un proyecto político y económico extraoficial. La continuación de la política neoliberal iniciada por Fujimori se tradujo en políticas inspiradas en las de Augusto Pinochet, como la instauración de la Marca Perú para promover el atractivo turístico del resto del país y la ambición de realizar obras de infraestructura y recolectar recursos similares a las de Augusto B. Leguía.
García había ignorado que un sector de la extrema derecha estaría planeando un atentado contra su vida, según informaron fuentes de la embajada de los Estados Unidos. El medio Canal N divulgó que empresarios y militares tenían previsto realizar el atentado para enero de 2007. Finalmente, Pilar Mazzetti, ministra del Interior, descartó el atentado al tratarse de un rumor.
Los grupos indígenas, que se opusieron al sistema extractivista desde el gobierno de Belaúnde Terry, fueron vistos por García como un «atraso» para el progreso. Las denuncias formuladas ante los medios locales por la Asociación Interétnica de Desarrollo de la Selva Peruana no siempre recibían atención, y el rechazo de Alejandro Toledo a las posturas autoritarias contribuyó a un clima de descontento que culminó en la crisis política peruana de 2009, marcada por el enfrentamiento conocido como el Baguazo. García optó por atribuir la crisis a una conspiración externa.  Como consecuencia de la crisis, se mantuvo una política favorable a los grandes capitales (nacionales y extranjeros), lo que permitió mantener el crecimiento económico.

### Gobiernos de Ollanta Humala y Pedro Pablo Kuczynski
En 2011, el presidente Ollanta Humala intentó cambiar esta situación con su agenda programática mediante un proyecto denominado Gran Transformación que no tuvo éxito. José Alejandro Godoy señaló que la izquierda y la derecha extremas interpretaron el proyecto de manera conspirativa y que esta interpretación se retroalimentaba mutuamente. Humala ha tenido que recurrir a la Iglesia católica para moderar las protestas en su contra que dejaron 15 muertos en los primeros meses. Humala reconoció en su gobierno que compartía algunos pensamientos católico-conservadores con el líder religioso Juan Luis Cirpriani.
Entre 2016 y 2018, Pedro Pablo Kuczynski trató de implementar una agenda que posteriormente generó preocupación entre la ciudadanía: la inclusión del enfoque de género. Su mandato estuvo marcado por una crisis política que configuró nuevos rasgos de la derecha conservadora peruana en su historia. Mercedes Aráoz, entonces vicepresidenta, presenció la censura de ministros de Educación por parte de legisladores fujimoristas y afines. Criticó la presencia de «un grupo ultraconservador con ideas que, en verdad, ya no son propias del siglo XXI». Fuera del poder, Kuczynski se mostraba opositor a la postura «hiperprogresista» de la Comisión Interamericana de Derechos Humanos.
Durante el gobierno de Kuczynski, la inmigración venezolana suscitó rechazo entre grupos conservadores que asociaron el fenómeno con el supuesto comunismo de Nicolás Maduro. Luego de la destitución de Kuczynski, en 2018, se formaron dos bloques parlamentarios con un enfoque predominantemente conservador, apoyados por Gilbert Violeta, Juan Sheput, Pedro Olaechea y Salvador Heresi. Estos bloques permanecieron activos hasta 2020.
Mientras ocurrían los mandatos de Humala y Kuczynski, el político y excongresista Ántero Flores-Aráoz propuso formalizar en los años 2010 la Coordinadora Republicana, un colectivo de dirigentes políticos, empresarios, religiosos y comunicadores que buscaba unificar la derecha política desde los puntos de vista republicano-conservadores. Si bien la meta de unificar no tuvo el éxito inicial, con el tiempo se concretó. El colectivo fue responsable de una serie de acontecimientos políticos a favor de sus figuras representativas, según el especialista José Alejandro Godoy. Inicialmente, fue responsable de crear un complot contra el presidente Martín Vizcarra. Luego de concretarse la vacancia, el colectivo consiguió instalarse en el gobierno de Manuel Merino.
El gobierno de Manuel Merino contó con Flores-Aráoz como primer ministro, mientras que gremios empresariales y exfuncionarios de APRA formaron parte del gabinete. Su mandato fue breve debido a las protestas de 2020, en las que los manifestantes tildaron a las nuevas autoridades de «dinosaurios». Merino culpó a Martín Vizcarra por las protestas e insistió en que el rechazo hacia su gestión había sido orquestado por los «caviares».

## Década de 2020
En la década de 2020 surgieron nuevas figuras políticas del corte tradicionalista, a las que el diario español El País vaticinó de un «giro ultraconservador» ante las elecciones de 2021. Se supo que los grupos políticos de derecha tenían como objetivo a Verónika Mendoza, una representante mediática de la izquierda política de la época que contaba con ideas progresistas y que postulaba a la presidencia.
Pedro Castillo, de Perú Libre —un partido de izquierda provinciana, y cuyo líder Vladimir Cerrón es detractor del progresismo—, compitió con Keiko Fujimori. Pretendió cuestionar el legado económico de su padre, pero mantuvo la misma postura social que la candidata. Contó con el respaldo de Anthony Lastra Velarde, un líder religioso conservador que actuó de enlace con la comunidad evangélica y que mantuvo vínculos con funcionarios del Ministerio de la Mujer cuando Castillo y su sucesora Dina Boluarte asumieron el poder.
Rafael López Aliaga, que comparte su postura con los movimientos evangélicos, postuló a la presidencia con el partido Renovación Popular (antes Solidaridad Nacional). Si bien no logró pasar a la segunda vuelta, resultó elegido alcalde de Lima con su campaña centrada en «valorar a la familia». También restringió las actividades no autorizadas por la municipalidad en el centro de la ciudad, restituyó la imagen de Francisco Pizarro —el politólogo Carlos Meléndez considera que es un elemento clave que combina la identidad hispanista con los valores tradicionales— y reconoció a figuras internacionales como Agustín Laje y Eduardo Verástegui. En una entrevista con el diario El Comercio, López Aliaga afirmó tener una postura definida, a diferencia de Keiko Fujimori, quien, según él, ha mostrado una «variabilidad» en su postura provida. El diario español El País y el investigador Carlos Meléndez, por su parte, informaron que antiguos simpatizantes de Fuerza Popular cambiaron su preferencia hacia Renovación Popular. El portal digital Sudaca afirmó que los apristas también se decantaron por ese partido refundado.

### Gobierno de Pedro Castillo

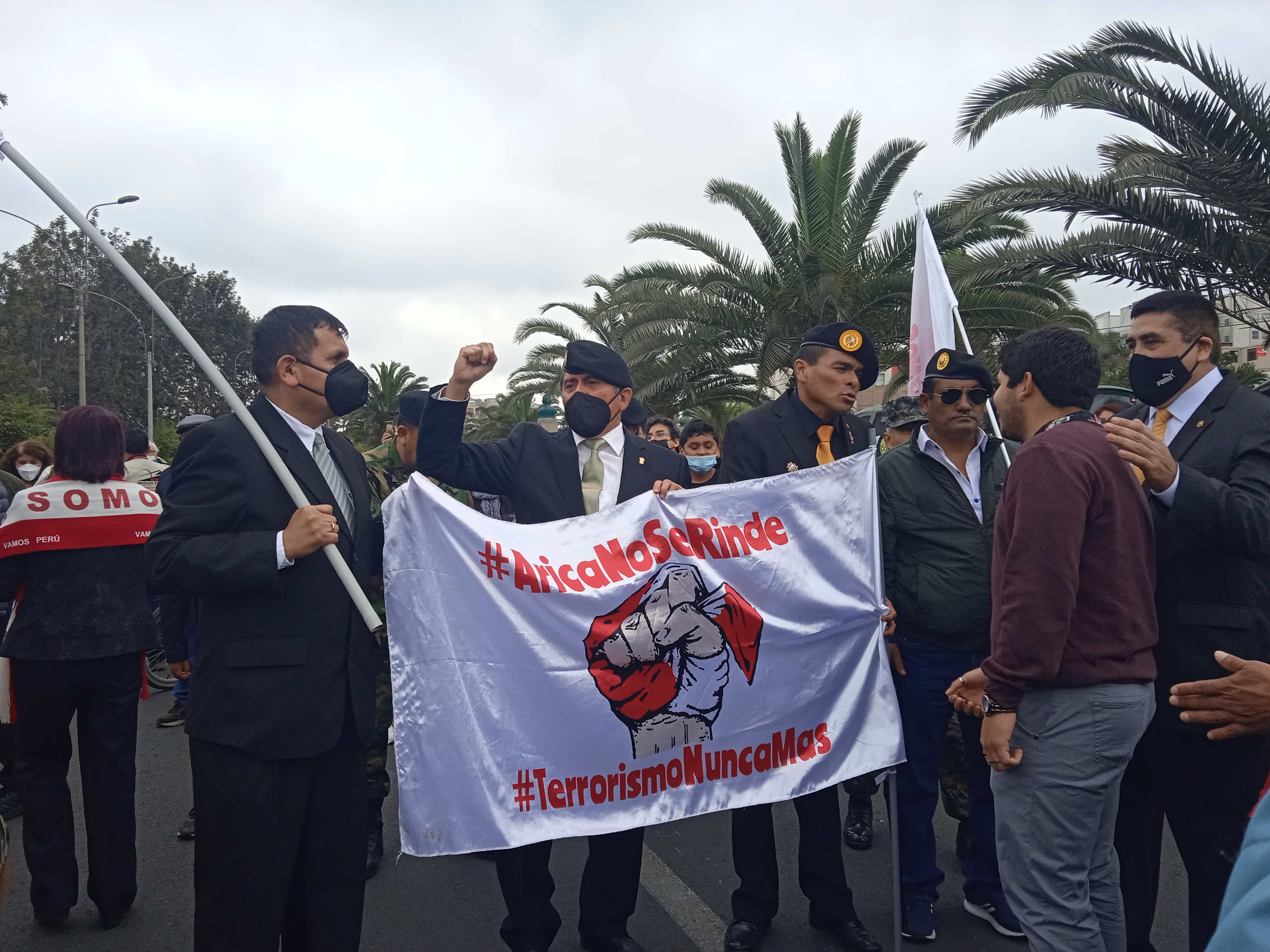
Exmiembros del Comando Chavín de Huántar en una manifestación de 2022. Se muestra la etiqueta #TerrorismoNuncaMás.

La llegada de Castillo al poder se vio afectada por la crisis electoral de 2021 y una nueva dicotomía entre la «democracia y la esperanza» contra el «odio y resentimiento». La postura conservadora fujimorista, representada en una parte de la zona urbana de Lima y que obtuvo una parte del parlamento, fue un factor importante en la crisis política. Mario Vargas Llosa, representante de la Fundación Internacional para la Libertad, mostró abiertamente su rechazo a Castillo por estar supuestamente vinculado al socialismo del siglo XXI. Además, varios políticos participaron en una serie de conferencias, como el regional Foro de Madrid.

En el país, se realizaron varias más de 100 manifestaciones, cuya temática cambió a medida que Castillo siguió en el gobierno. En ellas participaron miembros de La Resistencia y militares en situación de retiro, que tenían objetivos comunes. En paralelo, se llevaba a cabo una «batalla cultural», principalmente en forma de campañas mediáticas contra adversarios del conservadurismo y actos de rechazo a organizaciones que se consideraban «ideologizadas», como la CIDH (posturas que volvieron a replicarse en los siguientes años).
Una de las campañas destacadas fue el mensaje «OEA, a la mujer la define la biología, no la ideología», que se colocó como cartel en el Congreso, durante la presidencia de José Williams, con el apoyo de la organización cercana al Foro de Madrid CitizenGo. El cartel se instaló días después de que el ente legislativo aprobara «sin generar obligaciones internacionales a futuro» el uso de los baños neutros para el evento interamericano Juntos contra la desigualdad y la discriminación.
La coalición conservadora nacida del Congreso adquirió aliados de otros sectores, como las fuerzas armadas, los empresarios (que posteriormente sus líderes abandonaron su respaldo) y los representantes de entidades ideológicamente compatibles con el ente, como el Ministerio Público (cuando estuvo liderada por Patricia Benavides) y el Tribunal Constitucional. Sobre este último organismo, que vela por el cumplimiento de la ley en el país, algunos magistrados tuvieron cercanía con el movimiento fujimorista. De hecho, el congresista fujimorista Fernando Rospigliosi llegó a considerarlo como una institución muy importante para el Congreso con el fin de evitar que «jueces politizados y prevaricadores» interfirieran en sus decisiones. El entonces ministro del Interior, Avelino Guillén, denunció la presencia de la ultraderecha y señaló que «Keiko Fujimori debe dar explicaciones al país».
Tras la destitución de este por los congresistas, se desencadenó la convulsión social en contra de las autoridades que no representaban a la ciudadanía. El analista Alberto Quintanilla Chacón señaló que la derecha conservadora no tenía conocimiento de lo que ocurrió fuera de Lima, donde se habrían intensificado las protestas.

### Gobierno de Dina Boluarte

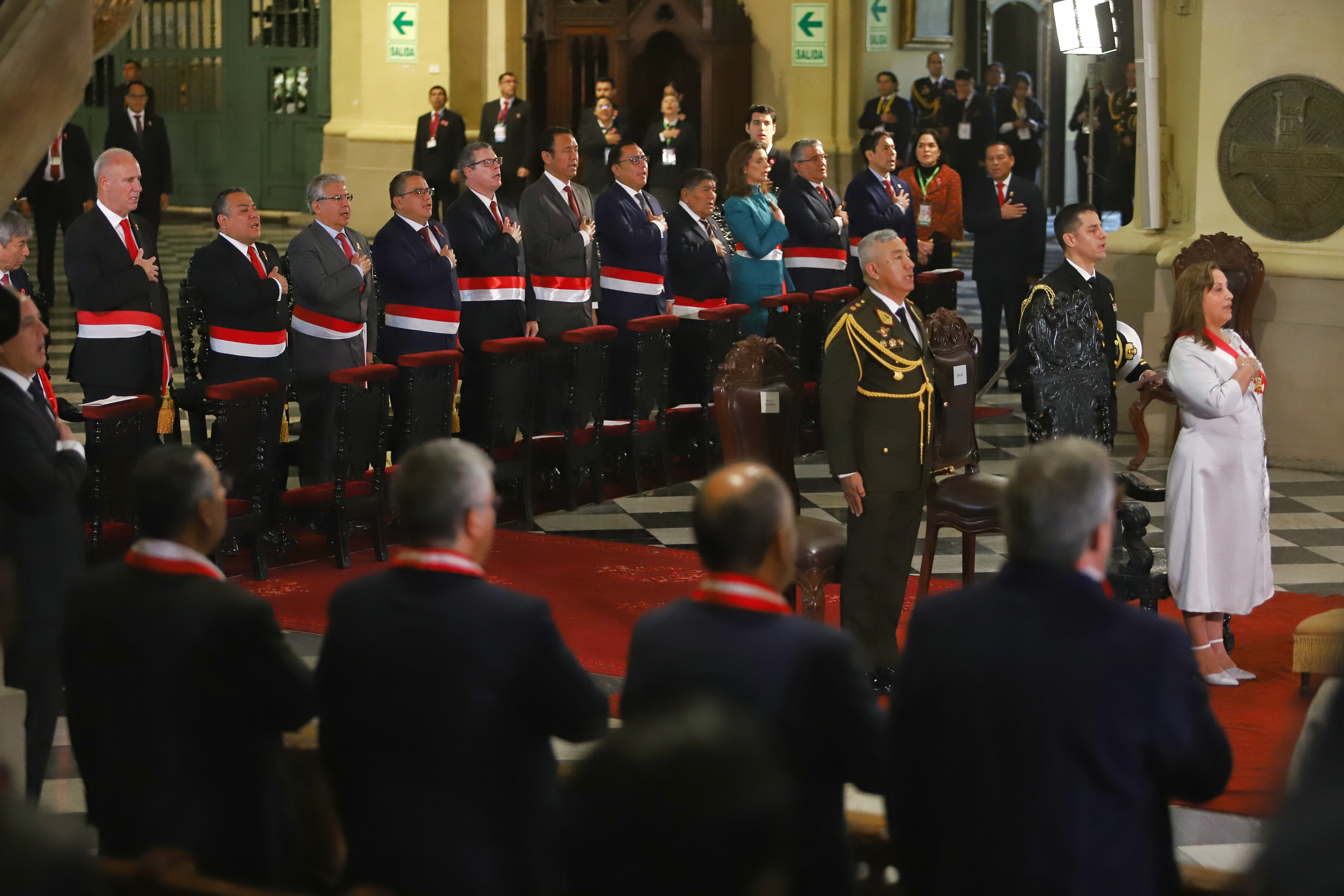
Dina Boluarte en una sesión de misa y tedeum con motivo de las Fiestas Patrias de 2024. En la imagen aparece acompañada con sus ministros y figuras miliares.

El Ejecutivo de Dina Boluarte (que anteriormente ocupaba el cargo de vicepresidenta) mantuvo una alianza extraoficial con sectores tradicionales del Congreso, incluyendo el apoyo del fujimorismo. De acuerdo con International Crisis Group, Boluarte también contó con el respaldo de sectores empresariales. Al mismo tiempo, los militares retirados respaldaron las acciones de soldados y policías contra los manifestantes durante el período de convulsión social.
Durante el gobierno de Boluarte, se mostró una postura contraria a la «política ideologizada» en la educación y otros ámbitos del país. Ernesto Blume confesó que le había instado a Boluarte a adoptar una postura represiva «más dura» porque se sospechaba que entre los manifestantes había personas afines al progresismo. De hecho, la mandataria señaló que los derechos humanos se utilizan como «arma ideológica» en su contra.
Se tomaron varias medidas. El Ejecutivo aprobó la eliminación de la dirección sobre transversalización del enfoque de género en el Ministerio de la Mujer, la condición de «enfermedad» para los trastornos de la identidad de género en el Plan Esencial de Aseguramiento en Salud y la exclusión de profesores que no compartan los ideales de la Constitución.  Por su parte, el Congreso aprobó, por insistencia, un proyecto de ley que «declara de interés nacional la introducción de contenidos curriculares de estudio sobre educación cívica e historia de la subversión y el terrorismo en el Perú», cuyo objetivo fue en imponer una narrativa histórica acorde a los intereses de los grupos conservadores.

Para los últimos años de gobierno, en 2025, el Ministerio de Defensa elaboró un borrador con una serie de directrices que prohíben modificar y comercializar con los símbolos patrios, y obligan a los medios de comunicación a reproducir el himno nacional dos veces al día. El ministro señaló que esta medida busca «revivir el patriotismo» y argumentó que existe una «crisis de valores» porque, en su opinión, los ciudadanos confunden al héroe Miguel Grau con el terrorista Abimael Guzmán. José Cevasco, exoficial mayor del Congreso, señaló que esta disposición «es el extremo de la regulación» y que supone una interpretación errónea de la naturaleza de los símbolos patrios.
Existe un consenso notable sobre la formación de una coalición política completamente unida dentro de ese espectro ideológico. Esta alianza integraría a representantes de partidos conservadores, centroderechistas y populistas. De hecho, el columnista Juan Carlos Ruiz Rivas, del diario Expreso, y el analista Alberto Quintanilla reconocieron que el «pacto conservador» había desarrollado un «sólido bloque político en el Congreso» que «hoy le da (a Dina Boluarte) gobernabilidad y la sostiene, consolidando el “modelo de supervivencia política” que impulsa el ciclo político contemporáneo».
Varias voces intentaron interpretar la formación de esa coalición política. El politólogo Juan de la Puente la ha resumido como «el vértice de una coalición [conservadora]». El historiador José Ragas señaló que esta coalición no se presentó a las elecciones y que, por ello, no tiene que rendir cuentas a nadie. Por su parte, el director ejecutivo del Consejo de la Prensa Peruana ha señalado que, al tener el control del Congreso, «ya no hay instancias [de defensa]» de la democracia, por lo que se ha establecido un «camino decidido hacia el autoritarismo».
El politólogo Carlos Monge señaló que Boluarte cedió «toda la iniciativa política a la mayoría derechista, conservadora y mafiosa del Congreso de la República». El historiador Hélard Fuentes Pastor ha expresado que «la presidenta está asumiendo un rol ante la opinión pública como una salvadora» porque «se ahonda en una configuración de dinámicas autoritarias». Finalmente, el estudioso estadounidense Charles Walker ha manifestado su «hipocresía» cuando Dina Boluarte quiso posar con el retrato de Micaela Bastidas, conocida por ser un emblema de la rebelión indígena.
Voces opositoras como Verónika Mendoza, Susel Paredes y Francisco Sagasti, así como los periodistas Juan Carlos Tafur y Fernando Vivas, criticaron al nuevo mandato por estar involucrado en una coalición «autoritaria» y «conservadora». Incluso el exministro de Cultura, Jorge Nieto, refirió simplemente de lo «más parecido a la extrema derecha». En el ámbito internacional, el presidente mexicano Andrés Manuel López Obrador, autoconsiderado como crítico del parlamento «conservador», señaló durante el conflicto diplomático con algunos países que no reconocen a Boluarte la presencia de un «golpe del conservadurismo».
Se ha analizado el cambio de rumbo del movimiento conservador tras la destitución de Pedro Castillo. Rocío Gutiérrez, directora de la ONG Manuela Ramos, explicó que existe una «campaña de desinformación y acoso» promovida por sectores conservadores para debilitar la legitimidad de las organizaciones que defienden los derechos humanos y la igualdad de género. El investigador del Instituto de Estudios Peruanos, Rodrigo Gil, consideró que el movimiento conservador se iba a oponer a Boluarte, pero no iba a atacarla para «controlar el poder», mientras se continuaban los ataques contra otras figuras supuestamente vinculadas con el progresismo a puertas de las elecciones de 2026.
Gustavo Gorriti, reconocido periodista opositor al fujimorismo y actual director de IDL-Reporteros, es una de las figuras más rechazadas por la derecha conservadora. Gorriti fue objeto de una campaña que lo presentaba como una figura responsable de la «polarización» en el contexto actual y cuya estrategia buscaba generar empatía hacia los políticos tradicionales. Le acompañaban otras figuras como Zoraida Ávalos, percibida como una supuesta amiga de Martín Vizcarra, y los integrantes del periodo 2021-2025 de la Junta Nacional de Justicia. El congresista Richard Arce señalaba que los congresistas intentaban contratar abogados para elaborar algún «argumento inverosímil» y así conseguir que los magistrados fuesen destituidos en un juicio político. Arce apodó a los abogados contratados como los «doctores truquini».
A nivel internacional, el grupo conservador siguió criticando a las organizaciones que lo investigan. Se permitió la presencia de algunos vinculados con el fujimorismo tengan presencia ante la OEA, así como la creación de la Comisión de Alto Nivel para denunciar al Sistema Interamericano con bases populistas so pretexto de «no [colisionar] con las facultades constitucionales previstas para el Poder Ejecutivo y para el Poder Ejecutivo». En relación con esto último, también se propuso desvincularse del Estatuto de Roma con el apoyo de José Cueto y Fernando Rospigliosi para permitir la prescripción de crímenes de lesa humanidad.
Según Ojo Público, figuras políticas conservadoras como César Acuña (Alianza para el Progreso) y José Luna Gálvez (Podemos) intentaron realizar una campaña en las redes sociales de Meta para desligarse de Dina Boluarte y así presentarse a las elecciones generales de 2026 sin sentir remordimiento.

## Participaciones políticas y religiosas

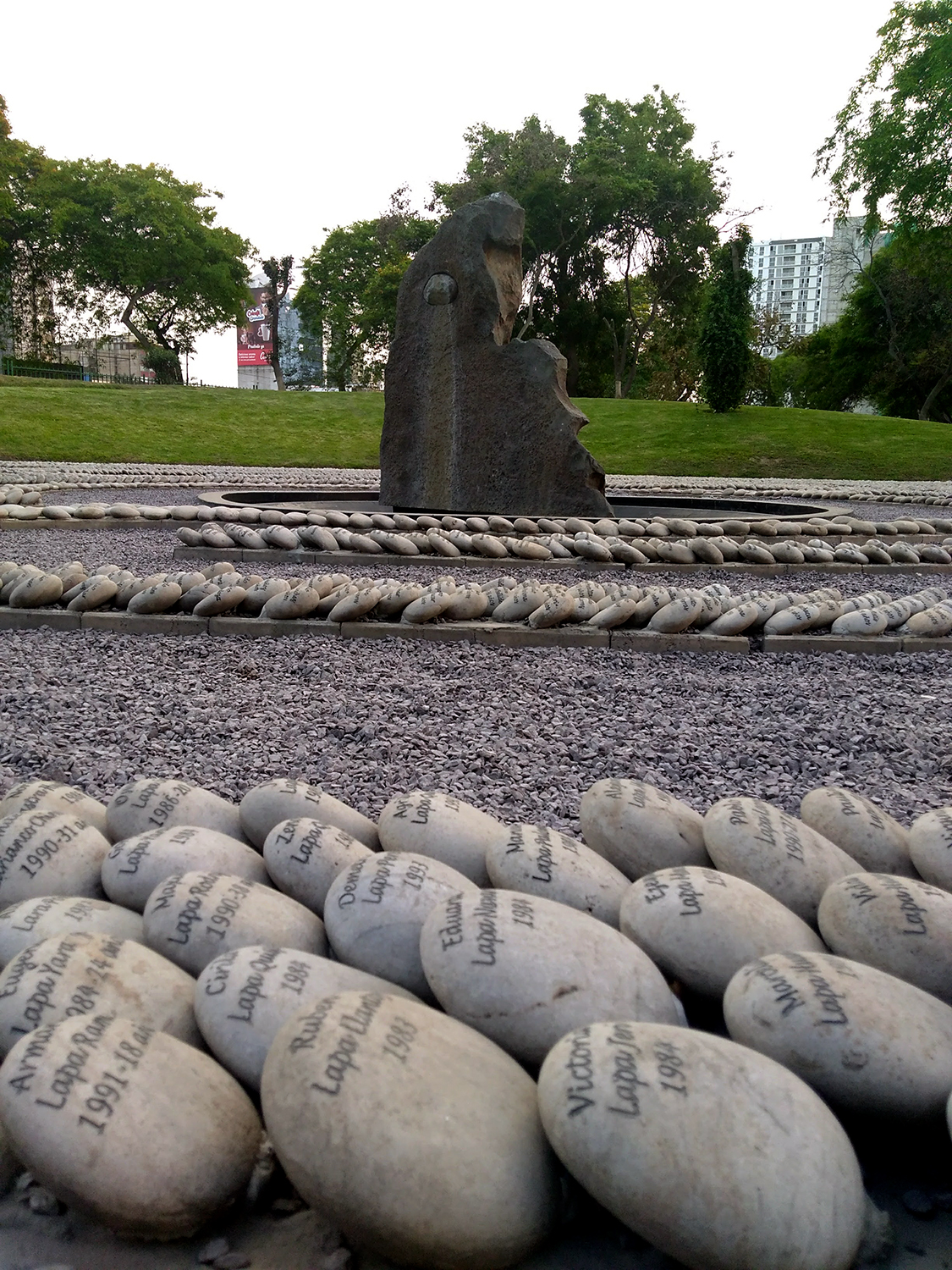
El símbolo El ojo que llora ha sido objeto de atención por parte de grupos afines al fujimorismo, que lo consideran ligado al relato de la Comisión de la Verdad y Reconciliación (CVR). Esta comisión investigó tanto a grupos subversivos como a fuerzas militares. Algunos legisladores han expresado su oposición, calificándolo como una «ofensa a las Fuerzas Armadas».

En Perú, los movimientos fujimoristas y afines tuvieron un control político en el país. El fujimorismo compartía rasgos ideológicos con Solidaridad Nacional, organización que creó la alianza Unidad Nacional (junto con el PPC) y que el diario El Tiempo comparaba sus discursos con los de Unión Revolucionaria. El fujimorismo también compartía en sus inicios con otros movimientos políticos como Restauración Nacional y el Partido Popular Cristiano.
Restauración Nacional fue un partido formado por agrupaciones religiosas que se desilucionaron del mandato del Alberto Fujimori. Fue liderado por Humberto Lay, quien inicialmente propugnaba una ideología progresista al inicio de la década de 2000. Sin embargo, la decadencia de Restauración Nacional dio paso al advenimiento de movimientos «antiderechos» que abogaban por valores familiares tradicionales y se manifestaban en contra de las libertades civiles.
El Partido Popular Cristiano (PPC) fue otra fuerza política importante a principios del siglo. Según Luis Benavente, director del Grupo de Opinión Pública de la Universidad de Lima, Lourdes Flores Nano, una líder destacada del PPC, se convertiría en un referente relevante para los simpatizantes del fujimorismo. Con el propósito de conservar su influencia en el ámbito político, el Partido Aprista Peruano y el PPC formaron la Alianza Popular. Sin embargo, esta alianza no tuvo éxito y se desintegró en el año 2016, según el director del portal web El Montonero. Hacia 2025, el que fuera presidente del PPC, Carlos Neuhaus, señaló que intentó separar su proselitismo de su gestión institucional.
Por otro lado, el Frente Popular Agrícola del Perú (Frepap) es un partido político que no adopta similitudes evangélicas ni católicas. La analista Adriana Urrutia lo identifica como un reflejo del «descontento conservador». Según el antropólogo Carlos Ráez, el Frepap pretendía evadir comportamientos que reflejaran un extremo fanatismo religioso o conservadurismo. Entre sus prácticas, destacan el protagonismo de las mujeres, la elaboración de proyectos de ley para fomentar el desarrollo rural y la promesa de no incluir invitados en sus candidaturas. Su supuesta distancia del fujimorismo ha generado controversia.
Para el periodo parlamentario 2021-2026, el fujimorismo presentaba similitudes con agrupaciones como Renovación Popular (ultraconservadora), Perú Libre (antiliberal de izquierda) y Avanza País (afín al neoliberalismo), según el Instituto de Defensa Legal y otras fuentes. No obstante, estas organizaciones políticas enfrentaron cuestionamientos debido a presuntas irregularidades en el manejo de recursos financieros.
Un detalle relevante en el periodo parlamentario 2021-2026 es la presencia de mujeres en el cargo y su representación descentralizada. La bancada de Renovación Popular promovió activamente ideas fundamentalistas: la eliminación de la inclusividad sexual en las instituciones del Estado, el cambio de denominación del Ministerio de la Mujer, la eliminación del delito de feminicidio, entre otros. Algunas de estas propuestas fueron presentadas por mujeres. La exministra de la Mujer, Gloria Montenegro, señaló que las decisiones parlamentarias reflejan «fuerte cultura machista en nuestro país».

### Fujimorismo
Durante los mandatos presidenciales de Ollanta Humala, Pedro Pablo Kuczynski y Martín Vizcarra, el partido de oposición Fuerza Popular ejerció influencia sobre el Congreso peruano.  La ideología del partido se fundamenta en el fujimorismo, un movimiento político surgido en la década de 2000 en torno a la figura de Alberto Fujimori, a quien sus seguidores atribuyen haber «[devuelto] la ruta del desarrollo de nuestra patria». En un comunicado de 2024, el partido calificó a los enemigos del legado como los «aliados de la izquierda radical».
La postura de Fuerza Popular no ha cambiado, de hecho, sus militantes compitieron con los hechos de la Comisión de la Verdad y Reconciliación para imponer su propia versión de los hechos. En 2016, Fuerza Popular se negó a participar en un debate electoral en el Lugar de la Memoria. En 2018, el fujimorismo propuso un «museo de la memoria» en el que se presentaba a Fujimori como un líder clave en la lucha contra el terrorismo. En 2022, la Junta de Portavoces aprobó un proyecto de ley para retirar el monumento conmemorativo El ojo que llora, que había sido dañado por partidarios del fujimorismo. En 2024, el grupo parlamentario quiso intervenir las exposiciones del Lugar de la Memoria, donde se señala que «no tiene el testimonio de quienes lucharon por la paz». Al año siguiente, separaron y reemplazaron al director de LUM para poder ceder a la presión conservadora y evitar que se exhibieran eventos en ese lugar.
Fuerza Popular contó con vínculos con grupos católicos, debido a la amistad de la líder política con Juan Luis Cipriani, por lo que impidió que los presuntos abusos sexuales en el Sodalicio de Vida Cristiana fueran investigados. También recibió el respaldo parcial de los sectores evangélicos durante las campañas presidenciales de 2011 y 2021. Durante el gobierno de Martín Vizcarra, Fuerza Popular recibió críticas por su oposición a las reformas sociales propuestas, mientras estaba presuntamente implicado en el caso Odebrecht.
Fuerza Popular destacó por oponerse a diversas propuestas relacionadas con el enfoque de género, alegando que son una «ideología» contra el partido. El parlamentario Julio Rosas Huaranga trató de fundamentarlas en las iniciativas legislativas 3610 y 3795, y propuso junto a Martha Chávez y el evangelista Humberto Lay el «régimen de unión solidaria», una propuesta análoga a la unión civil entre personas del mismo sexo, con el objetivo, según sus promotores, de no contravenir los artículos 4 de la Constitución de 1993 y el Pacto de San José de Costa Rica.
En las elecciones de 2016, año en que se inició la crisis política, el partido recibió el apoyo de los electores peruanos en el extranjero, al igual que otros candidatos cercanos a la derecha peruana. Si bien Keiko Fujimori no ganó la presidencia, los congresistas consiguieron una considerable presencia para oponerse al Poder Ejecutivo. Uno de los logros fue la participación en la censura de varios ministros de Educación, entre ellos Idel Vexler (con el apoyo del Partido Aprista) y Marilú Martens, a quienes acusaron de crear un nuevo Sodoma y Gomorra y tildaron de promotores del «nuevo terrorismo». Según Yehude Simon, la derecha conservadora fue muy reaccionaria ante las medidas de Vizcarra.  Según Latina noticias, se creía que el fujimorismo tenía fuertes roces con Vizcarra, al que señalaba como «un mero intento para distraer a la opinión pública».
Martín Vizcarra tomó la decisión de disolver el Congreso y convocar elecciones parlamentarias para 2020. En esas elecciones, el fujimorismo perdió influencia durante un breve periodo de tiempo. Omar Chehade, principal candidato de Alianza para el Progreso, describió que el fujimorismo «ha sido castigado, casi lapidado, convertido en su mínima expresión en los últimos 20 años, al igual que sus satélites». Cabe señalar que las figuras expulsadas por la disolución del Congreso y quienes apoyaban la educación conservadora, Martha Chávez y Rosa Bartra, buscaban movilizar el apoyo electoral de cara a estas elecciones parlamentarias.
En 2021, grupos conservadores en Lima y otras regiones aprovecharon la campaña anticomunista de Keiko Fujimori para fuertemente apoyarla. Fujimori tomó la propuesta de «demodura» de su padre, un juego de palabras entre «democracia» y «[mano] dura». Específicamente en la segunda vuelta, los grupos religiosos compartieron sus convicciones para reforzar los mensajes proselitistas de la candidata presidencial. Los evangélicos se comunicaron con ella por estar vinculada con los principios de la «democracia»; mientras que la Conferencia Episcopal Peruana, entidad católica, animó a no elegir a su rival vinculado al «comunismo», para «prevalecer los grandes valores éticos, morales y religiosos que sustentan a nuestra nación desde sus inicios y que constituyen la gran reserva moral del país que debemos cuidar y ennoblecer».
La propagación de noticias falsas en la campaña anticomunista fue crucial para su difusión masiva, que se infiltraba en los medios de comunicación tradicionales y las redes sociales, en particular TikTok. Esta estrategia de difusión masiva fue comparada con un «macartismo mesiánico» por Edward Málaga, quien en aquel entonces era congresista. Luego de la fallida candidatura de Keiko Fujimori, grupos de poder afines a Fujimori fueron más drásticos cuando acusaron a las elecciones de un supuesto «fraude» y recurrieron continuamente a discursos de odio. Estas acusaciones se consolidaron para infundar más temor hacia los partidos políticos de izquierda. Colectivos reaccionarios cercanos a la ultraderecha como La Resistencia, la Sociedad Patriotas del Perú, la Coordinadora Republicana y Ciudadanos por la Democracia (que acompañó en los mítines de Lourdes Flores Nano) incitaron la salida del electo candidato rural, Pedro Castillo, incluso de forma violenta. El Consejo de la Prensa Peruana denunció una campaña de persecución ideológica.
A pesar de que Fujimori no volvió a ganar la presidencia, Fuerza Popular volvió a conseguir escaños en el Congreso. Con la ayuda de otros grupos parlamentarios, fortalecieron su oposición a la aprobación de políticas sobre derechos sexuales y reproductivos. En 2023, la bancada contribuyó a impedir la elección de Gahela Cari como sucesora del congresista Roberto Sánchez, que estaba a punto de ser suspendido por su labor de ministro de Pedro Castillo, convirtiéndose así en la primera congresista transgénero en la historia peruana.
Con el cambio de mandato por parte de Dina Boluarte, sucesora de Castillo, el investigador social Eduardo Cáceres refirió que ese nuevo mandato tuvo una «disputa abierta» con las directrices de gobierno de la lideresa de Fuerza Popular. En una entrevista concedida a Onda Azul, el analista y docente universitario Leoncio Alemán mencionó que dicho partido político ha logrado obtener dos de las comisiones del Congreso, en las que se elaborarían leyes que podrían forzar la prescripción de los delitos graves cometidos durante el fujimorato. Una de las opositoras, la congresista Sigrid Bazán, acusó a Keiko Fujimori por supuestamente llevar a cabo un gobierno en la sombra. Tal supuesto condujo a que la representante del fujimorismo ocupara el tercer puesto en la en Encuesta del Poder realizada por Ipsos en 2023 y al partido Fuerza Popular como el más cercano al gobierno de Boluarte en 2024, según el 32 % de los encuestados por Datum.

### Cristianos católicos y evangélicos
En los primeros años del siglo XXI, la Iglesia católica se mantuvo significativamente como referente en la población, tal como lo establecía el artículo 50 de la Constitución de 1993, que reconoce su importancia para la unidad nacional y el desarrollo espiritual.
Entre las décadas de 2000 y 2010, Juan Luis Cipriani ostentó los máximos títulos de la Iglesia católica peruana, como cardenal y arzobispo de Lima. Luis Pásara, analista en temas religiosos y profesor de la Universidad de Salamanca (España), lo describió como un «símbolo dramático de lo que significa la derechización de la Iglesia en América Latina». Si bien la Iglesia católica peruana tiene varias corrientes ideológicas, Cipriani se enfrentaba a figuras opositoras a sus ideales, como ocurrió con Gerhard Ludwig Müller (quien compartía ideas de Gustavo Gutiérrez) en 2017 y con Pedro Barreto en 2018.
En un principio, se observó un panorama inestable en la relación entre la Iglesia y el poder ejecutivo durante el gobierno de Valentín Paniagua. La publicación de ciertas cartas, por parte de la revista Caretas, originó una controvertida situación en la cual el gobierno rechazó enfáticamente la existencia de algún tipo de ruptura en las relaciones. Incluso, el primer ministro Carlos Ferrero Costa negó la existencia de algún tipo de acuerdo conspirativo. El representante de la Iglesia en ese momento, Juan Luis Cipriani, calificó el panorama como un «golpe bajo muy fuerte» que afectaba gravemente la imagen de la comunidad.
Por otro lado, los grupos evangélicos, vinculados a partidos de centroderecha, tuvieron un mayor impacto en los debates sobre valores familiares que sus homólogos católicos. Ambas comunidades religiosas, incluidos movimientos como el Opus Dei, han respaldado políticamente el concepto de valores familiares, promoviendo posturas provida. Esta tendencia se ha manifestado en la representación parlamentaria de organizaciones como Renovación Popular.
Según José Luis Pérez Guadalupe, durante el período 2005-2010, la tendencia conservadora en la iglesia católica favoreció la elección de obispos de movimientos religiosos emergentes en detrimento de las confesiones tradicionales. Paralelamente, en el ámbito evangélico se desarrollaron grupos de presión para manifestar públicamente los intereses de sus movimientos.

#### Primeros avances

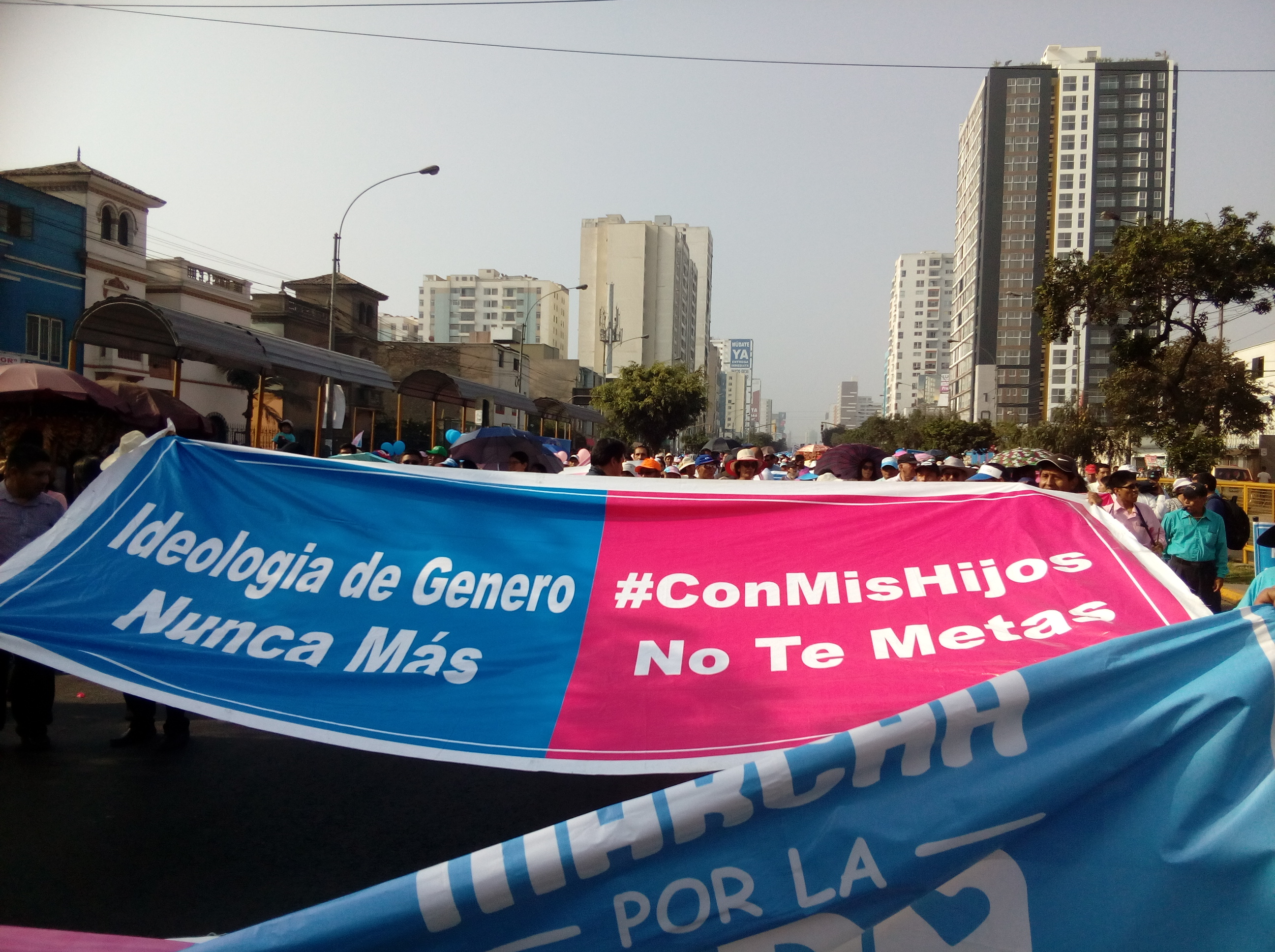
Manifestantes conservadores en la Marcha por la Vida de 2018, organizado por el movimiento Con mis hijos no te metas.

En 2001, se promulgó el decreto ley que estableció el Día del Niño por Nacer. Esto supuso un hito importante en la agenda antiaborto en la política peruana hasta la modificación del Código Civil en 2023, el cual otorgó derechos legales al concebido. Durante el debate sobre la adopción de la píldora del día siguiente en 2004, luego que los anteriores ministros de Salud del gobierno toledista permitieron una campaña de desinformación en contra de las políticas de derechos sexuales y reproductivos, la Conferencia Episcopal Peruana emitió una declaración que recalcó que la Constitución de 1993 «protegerá al concebido en todo aquello que le beneficie».
Con figuras religiosas que apoyaron los «métodos anticonceptivos naturales», como el sacerdote Juan Serpa en 1999, el conservadurismo permaneció instalado entonces en el ministerio de Salud. Un estudio de 2018 por la Universidad de San Martín de Porres indicó que el 76 % de médicos se identificaba de creyente religioso.
Mientras que los movimientos provida se instauraban en el país con varios acuerdos a lo largo de las dos primeras décadas, se supo que algunas iglesias evangélicas comenzaron a tener participación política en 2009 y cuyo fenómeno se conocería como el «contramovimiento religioso conservador». Tanto la católica como la evangélica participaron en el Compromiso por el Perú, un documento de 2014 establecido por Juan Luis Cipriani que reunió firmas de organizaciones políticas y religiosas, sin contar con el gobierno, para tratar temas progresistas en el país.
En 2011 se formó la Coordinadora Nacional Pro Familia (Conapfam), creada por Julio Rosas Huaranga, como una respuesta a las ordenanzas progresistas de la alcaldesa de Lima Susana Villarán. En consonancia con la creciente ola de conservadurismo en Latinoamérica, que culminó con la elección de Pedro Pablo Kuczynski en 2016, se llevaron a cabo diversas iniciativas para promover valores tradicionales en la educación. En este contexto, Keiko Fujimori participó en un evento de la comunidad cristiana evangélica en el que se comprometió a rechazar la unión civil, la adopción de niños por parte de parejas del mismo sexo y el aborto.
Con mis hijos no te metas es una marcha y, posteriormente, un movimiento ciudadano respaldado por Conapfam que surgió tras la derrota de Keiko Fujimori en las elecciones. Si bien el fundador de Conapfam negó las aspiraciones partidistas del movimiento, sus manifestaciones lograron congregar a multitud de ciudadanos. Algunas de las posturas políticas abogadas por Conapfam encontraron apoyo en el neopentecostalismo, lo que se evidenció en las posteriores reuniones entre miembros de la Alianza Cristiana y Misionera con legisladores de grupos conservadores. Tras sus primeras manifestaciones en 2016 y 2017, el activismo conservador experimentó un resurgimiento.
Ante la disolución del Congreso por el presidente Martín Vizcarra, Christian Rosas, portavoz de la organización Con mis hijos no te metas, expresó su desacuerdo con base en la legitimidad de la elección presidencial. Al mismo tiempo, un colectivo de pastores evangélicos manifestó su oposición a través de una carta dirigida al presidente Vizcarra, denunciando supuestas amenazas a los valores tradicionales por parte de organizaciones no gubernamentales (ONG) financiadas internacionalmente. Simultáneamente, el Colectivo Unidad, integrado por cristianos con intereses políticos, organizó su primera cubre iberoamericana provida, celebrada en 2020. El evento recibió el respaldo de la Universidad de San Martín de Porres y contó con la participación de renombrados políticos, incluidos Rafael López Aliaga y Hernando de Soto.
El conservadurismo social se mantuvo vigente, como señalaba el informe de la USAID de 2020, en el cual indicaba que las personas tienen una «fuerte resistencia cultural a aceptar prácticas que muchas otras sociedades de la región aceptan mayoritariamente», específicamente en adultos con poder económico reducido. El sociólogo Eduardo Romero, investigador de la diversidad religiosa en el Perú, aclaraba un detalle importante: «Los conservadores tienden a ser de Lima, mientras que los evangélicos que apoyan a Castillo tienden a ser de provincias».
No todos los movimientos religiosos estuvieron afiliados al fujimorismo o se negaron a desarrollar políticas a favor de los derechos humanos. Para finales de la década de 2010, la Unión Nacional de Iglesias Cristianas Evangélicas del Perú, que agrupa a iglesias independientes en el país, se enfocó en atender problemas de la sociedad en lugar de prevalecer ideas afines al creciente «contramovimiento religioso conservador».

#### Consolidación
El movimiento conservador se consolidó en los poderes legislativo y ejecutivo en la década de 2020. El portal Infobae describía que «un grupo de pastores evangélicos tiene una gran influencia en las altas esferas de poder».
Previamente, el sociólogo y exministro Pérez Guadalupe señalaba la existencia de un fenómeno denominado «el modelo de las facciones evangélicas». Según Perú 21, en este fenómeno los simpatizantes religiosos fueron una parte significativa de los votos, lo que permitió que los líderes religiosos obtuvieran escaños parlamentarios.
El decano El Comercio señaló que los grupos ya tenían al menos dos escaños parlamentarios en 2019. En ese año, La República identificó que Alejandro Muñante, quien había sido vocero de Con mis hijos no te metas y opositor de «quitar a Dios de la política», ocuparía un nuevo escaño en el siguiente periodo parlamentario. Muñante ganó las elecciones parlamentarias en 2021 y, mientras asumía el cargo junto a sus asesores, recurrió a Radio Bethel para comentar los avances de grupos religiosos en la política peruana.
Renovación Popular ingresó en el Parlamento en 2021 con la promesa de oponerse a la educación sexual y a los derechos de las minorías sexuales. Algunos conservadores religiosos que fueron elegidos bajo la denominación de ese partido formaron el bloque «Por la vida y la familia» en el Parlamento para el periodo 2021-2026. El bloque fue responsable de adoptar medidas contra el enfoque de género, que es importante para impedir aquellos aspectos que atentan contra la heteronormatividad. El bloque «Por la vida y la familia» contó además con el asesoramiento de la Red Nacional de Abogados por la Defensa de la Familia (Renafam), que reforzó sus posiciones y los cambios normativos propuestos. Esta organización se puso en contacto con Padres Peruanos, un colectivo administrado por Giuliana Caccia Arana que estuvo vinculado al Sodalicio de Vida Cristiana y que ha ganado relevancia al promover una campaña para amedrentar al personal sanitario del Instituto Nacional Materno Perinatal.
Renovación Popular cuenta con importantes figuras femeninas del conservadurismo. Milagros Jáuregui es una de las más relevantes y atribuye sus decisiones al Espíritu Santo. Jáuregui propuso prohibir que los jueces y fiscales recibieran capacitación en organizaciones especializadas en género, al mismo tiempo que animaba a la ciudadanía a «estudiar en nuestra lengua natural» y fomentaba el odio hacia los homosexuales calificándolos de pederastas. No todas las figuras conservadoras religiosas pertenecen a ese partido. Patricia Chirinos, quien se unió a RP en 2025, planteó que varias instituciones del Estado contaran con representantes de las iglesias cristianas, siempre y cuando estuvieran inscritas en el Registro de Entidades Religiosas del Ministerio de Justicia. María Acuña Peralta, de Alianza para el Progreso, propuso que los exámenes psicológicos fueran obligatorios en el matrimonio civil para evitar la «destrucción de la integridad de la familia».
Renovación Popular destacó por la cancelación de los baños inclusivos a cargo de Alejandro Muñante.  Todo comenzó con la publicación en TikTok de un vídeo sobre el Aeropuerto Internacional Jorge Chávez por parte de una persona que se define como politóloga cristiana. En respuesta, Ositrán solicitó moderar los carteles de baños inclusivos propuestos por la Coordinadora Nacional de Derechos Humanos, bajo la premisa de «no confundir a los usuarios». Esta medida fue rechazada por la Comisión Nacional contra la Discriminación (CONACOD), órgano adscrito al Ministerio de Justicia, debido a que el uso de baños inclusivos contó con respaldo normativo constitucional e internacional. Meses después, su colega Jorge Montoya presentó un proyecto de ley para eliminar los baños inclusivos, alegando que ponían en riesgo la privacidad y la integridad de las mujeres. Finalmente, en 2025, se aprobó una norma (ley 32331) para impedir el ingreso a los baños a las personas que no coincidieran con su sexo biológico. Christian Rosas señaló que esta norma era un «precedente que debe replicarse en todos los países», mientras que el abogado penalista Aarón Alemán la calificó de anticonstitucional.
Renovación Popular rechazó que la temática LGBT se relacionara con contenido religioso. En 2023, ocurrió con la bandera del colectivo en la que aparecía Santa Rosa de Lima en 2023. En 2025, el partido y otros grupos conservadores protestaron ante el Ministerio de Cultura por una obra teatral de temática social elaborada por alumnos de la Pontificia Universidad Católica del Perú por utilizar elementos de la fe católica, como la Virgen María. Incluso se organizaron rezos cerca de sus instalaciones, convocados por Carlos Waite Brignole, persona cercana a Rafael López Aliaga y el Sodalicio de Vida Cristiana. El Ministerio de Cultura respondió que tomaría medidas al respecto, y la municipalidad de San Isidro ordenó retirar los carteles promocionales. La universidad tuvo que pedir disculpas y suspender el festival en el que iba a exhibirse la obra. Renovación Popular insistió en que Dina Boluarte tomara «medidas concretas» sino quería que su ministro de Cultura fuera censurado.
El partido también elaboró otros proyectos relacionados. Uno de ellos tenía como objetivo eliminar la paridad y la alternancia. El promotor Alejandro Muñante argumentó que esta modalidad limita las oportunidades a «aquellos que realmente quieren hacerlo con un verdadero compromiso». En adición, se creó el Observatorio Nacional para la Vigilancia del Recién Nacido. También se establecieron más reglas para impedir la participación de las organizaciones no gubernamentales extranjeras en la promoción de los derechos humanos y la investigación de los partidos políticos. Se llevaron a cabo campañas de desinformación contra la situación económica de las organizaciones independientes sin hacer públicas las críticas que se les dirigían a las organizaciones religiosas.
Sobre el impacto de las políticas fundamentalistas parlamentarias, el analista Alejandro Boyco verificó para RPP que tras asumir la presidencia de las comisiones de Educación, Mujer y Salud el movimiento tomó «más allá del conservadurismo […] una agenda antiderechos, que va contraria a todos los estándares de derechos humanos internacionales»; algunas de ellas están relacionadas con el matrimonio infantil y el patriarcado.